# Diaphorolepis laevis
Diaphorolepis laevis är en ormart som beskrevs av Werner 1923. Diaphorolepis laevis ingår i släktet Diaphorolepis och familjen snokar. Inga underarter finns listade i Catalogue of Life.
Arten är känd från en enda individ som hittades i norra Sydamerika vid gränsen där Brasilien, Colombia och Peru mötas. Platsen ligger vid Amazonfloden på Colombias sida. Området ligger i låglandet och är täckt av tropisk regnskog. Hos andra medlemmar av släktet Diaphorolepis lägger honor ägg.
Det är inget känt om ormens levnadssätt eller populationens storlek. IUCN listar Diaphorolepis laevis med kunskapsbrist (DD).